# Corinne Diacre
Corinne Diacre (ur. 4 sierpnia 1974 w Croix, w regionie Nord-Pas-de-Calais, Francja) – francuska piłkarka, grająca na pozycji obrońcy, trener piłkarski.

## Kariera piłkarska

### Kariera klubowa
W 1988 rozpoczęła karierę piłkarską w klubie ASJ Soyaux, który występował w Division 1 Féminine. W 2007 zakończyła karierę piłkarza w wieku 33 lat.

### Kariera reprezentacyjna
Od 1993 do 2005 broniła barw narodowej reprezentacji Francji, w której strzeliła 14 goli w 121 spotkaniach. Często pełniła rolę kapitana drużyny.

## Kariera trenerska
Po zakończeniu kariery piłkarza rozpoczęła pracę szkoleniowca. Najpierw od 2007 pomagała trenować kobiecą reprezentację Francji. W 2010 również została mianowana na stanowisko głównego trenera ASJ Soyaux. 28 czerwca 2014 została zaproszona przez prezesa Claude Michy do prowadzenia męskiego klubu Clermont Foot, zmieniając na tym stanowisku Portugalkę Helena Costa. 4 sierpnia 2014 roku po rozegranym meczu z Stade Brestois 29 została pierwszą kobietą, która prowadziła francuski klub profesjonalny w Mistrzostwach Francji. Pierwszy sezon 2014/15 klub ukończył rozgrywki na 12. miejscu, ale już w sezonie 2015/16 jest w czołowej szóstce Ligue 2. 3 lata była trenerką 2-ligowego męskiego klubu Clermont Foot. W 2017 roku objęła funkcję selekcjonera piłkarek nożnych reprezentacji Francji, wcześniej była asystentem kadry. W Clermont Foot na stanowisku trenera zastąpił ją Pascal Gastien.

## Sukcesy i odznaczenia

### Sukcesy piłkarskie
ASJ Soyaux
- wicemistrz Francji: 1987, 1989, 1996